# Mariano Peña García
Mariano Peña (7 d'abril del 1960, Manzanilla, Andalusia) és un actor espanyol de teatre, televisió, cinema i doblatge.

## Filmografia

### Cinema
| Llargmetratges - Carlos contra el mundo (2003) - La luz prodigiosa (2003) - Al sur de Granada (2003) - Una pasión singular (2003) - Torremolinos 73 (2003) - Héctor (2004) - El séptimo día (2004) - El contrato (2004) - Reinas (2005) - Segundo asalto (2005) - Playa del futuro (2005) - El Calentito (2005) - Los mánagers (2006) - Cabeza de perro (2006) - La noche de los girasoles (2006) - Fuera de carta (2008) - Fuga de cerebros (2009) - Propios y extraños (2010) - Águila roja: la pel·lícula (2011) - No lo llames amor, llámalo X (2011) - Fuga de cerebros 2 (2011) | Curtmetratges - La teoría del dinero (1991) - 1939 (2003) - El contrato (2005) - Tocata y fuga (2006) - PieNegro (2006) - El último adiós (2007) - Inmóvil (2011) |

### Televisió
| Papers esporàdics - Manos a la obra (1 episodi, 1998) - Periodistas (1 episodi, 2001) - Arrayán (1 episodi, 2001) - Compañeros (5 episodis, 2001-2002) - Policías, en el corazón de la calle (2 episodis, 2001-2002) - El comisario (1 episodi, 2002) - Un paso adelante (2 episodis, 2003) - Los Serrano (10 episodis, 2003-2005) - Hospital Central (1 episodi, 2003) - El pantano (1 episodi, 2003) - Los 80 (3 episodis, 2004) - Saturday Night Live (1 episodi, 2009) | Papers fixos - Padre Coraje (2002) (Miniserie) - Asalto informático (2002) - Aída (2005-2014) |

### Teatre
- La hermosa hembra (1982)
- Cuentos de la Alhambra (1984)
- Los borrachos (1993)
- Madre Caballo (1994)
- La llanura (1997)
- Las troyanas (1999)
- Luces de bohemia (2000)
- El rey de Algeciras (2002)
- Los siete pecados capitales (2007)
- La madre vigila tus sueños (2008)

## Premis i nominacions
| Any  | Premi                                                        | Categoria                                   | Títol | Resultat  |
| ---- | ------------------------------------------------------------ | ------------------------------------------- | ----- | --------- |
| 2007 | Premis de la Unió de Actors                                  | Millor actor secundari de televisió         | Aída  | Guanyador |
| 2008 | Festival de Televisió de Montecarlo                          | Millor actor de comèdia                     | Aída  | Nominat   |
| 2012 | Premis Ondas                                                 | Millor intèrpret masculí en ficció nacional | Aída  | Guanyador |
| 2012 | Premis de la Acadèmia de la Televisió d'Espanya, Premis Iris | Millor interpretació masculina              | Aída  | Nominat   |

Altres reconeixements
- 2009-Premi ASFAAN (Associació de Festivals Audiovisuals d'Andalusia) en reconeixement de la seva trajectòria professional[2]
- 2010-Premi a la Promoció Turística de l'Ajuntament de Punta Umbría per "haver demostrat sobradament el seu interès per deixar molt alt el nom del nostre poble"[3]
- 2011 - Premi Especial del Jurat: Onubense del Año del diari Huelva Informació a la gala 21 onubenses del año.[4]
- 2011 - Distinció de la Junta d'Andalusia "per la seva trajectòria professional i la seva vinculació amb la província de Huelva"
- 2012 - Medalla de Huelva a la Cultura[5]
- 2012 -Fill Predilecte de Manzanilla.[6]
- 2013 - Premi del Ateneo de la seva localitat natal, Manzanilla.[7]